# The Quintessential Quintuplets
The Quintessential Quintuplets (五等分の花嫁?, Go-tōbun no hanayome, lett. "Cinque spose uguali") è un manga scritto e disegnato da Negi Haruba, serializzato su Weekly Shōnen Magazine di Kōdansha dal 9 agosto 2017 al 19 febbraio 2020. I capitoli sono stati raccolti in 14 volumi tankōbon. L'edizione italiana è stata pubblicata da Edizioni BD sotto l'etichetta J-Pop dal 23 ottobre 2019 al 24 febbraio 2021. La serie segue la vita quotidiana di uno studente liceale, Futaro Uesugi, che viene assunto come insegnante privato per cinque sorelle gemelle: Ichika, Nino, Miku, Yotsuba e Itsuki Nakano. All'inizio della storia, viene mostrato che gli eventi vengono raccontati tramite un flashback, mentre Futaro, ora adulto, si prepara a sposare una delle gemelle Nakano la cui identità viene rivelata solo verso la fine della serie.
Un adattamento anime, prodotto da Tezuka Productions, è stato trasmesso in Giappone tra il 10 gennaio e il 28 marzo 2019. Una seconda stagione, prodotta da Bibury Animation Studios, è stata trasmessa dal 7 gennaio al 25 marzo 2021. Un film d'animazione e seguito della seconda stagione, The Quintessential Quintuplets Movie, è stato distribuito nei cinema giapponesi il 20 maggio 2022. Uno speciale televisivo prodotto da Shaft è stato trasmesso rispettivamente il 2 e il 9 settembre 2023. Un secondo speciale televisivo prodotto da Bibury Animation Studios è stato trasmesso il 24 dicembre 2024.
La serie è stata un successo commerciale; a dicembre 2022, il manga aveva oltre 20 milioni di copie in circolazione, rendendolo una delle serie manga più vendute. Nel 2019, il manga ha vinto il premio per la categoria shōnen alla 43ª edizione del Premio Kōdansha per i manga.

## Trama
Futaro Uesugi è un ragazzo di diciassette anni, estremamente intelligente e studioso, ma schernito ed emarginato dai suoi compagni per il suo carattere schivo e riservato. Un giorno ha un breve alterco in mensa con Itsuki Nakano, una studentessa appena trasferitasi nella scuola; tornato a casa, scopre di essere stato assunto come insegnante privato proprio dalla ricca famiglia della ragazza. Suo malgrado, scopre che ad avere bisogno di ripetizioni non è solo Itsuki, ma anche le sue sorelle gemelle Miku, Ichika, Yotsuba e Nino, tutte a rischio bocciatura a causa dei pessimi voti. A causa della precaria situazione economica in cui versa la sua famiglia, che lo porta a contenere le spese persino sui pasti, Futaro è costretto ad accettare l'incarico. Inizialmente è accolto con scetticismo dalle gemelle, tuttavia, man mano che le aiuta a passare gli esami scolastici, Futaro stringe un rapporto particolare con ognuna di esse.
All'inizio della trama viene rivelato che Futaro sposerà una delle cinque gemelle; l'intera storia può quindi considerarsi come un flashback di Futaro durante il matrimonio.

## Personaggi
Futaro Uesugi (上杉 風太郎?, Uesugi Fūtarō)
Doppiato da: Yoshitsugu Matsuoka
Il protagonista maschile della serie. Vive con suo padre Isanari e la sorella minore Raiha in un piccolo appartamento. È uno studente serio e laborioso e per questo ottiene ottimi voti in ogni materia, ha un fisico debole e non molto resistente alla fatica. A causa della povertà perpetua della sua famiglia causata da un debito, accetta l'incarico di tutor scolastico alle cinque gemelle Nakano. Estremamente dedito allo studio, ritiene che le storie d'amore ai tempi del liceo siano ciò che di peggio ci sia al mondo poiché privano lo studente stesso di tempo per studiare e farsi una carriera; con l'avanzare della storia tuttavia, tale convinzione verrà sempre meno e inizierà a farsi più domande sui suoi sentimenti. Cinque anni prima dell'inizio della storia era un piccolo teppistello, ma in seguito all'incontro con quella che si rivelerà essere una delle gemelle deciderà di cambiare e diventare uno studente modello per poter essere "necessario a qualcuno".
Ichika Nakano (中野 一花?, Nakano Ichika)
Doppiata da: Kana Hanazawa
La maggiore delle cinque con il sogno di diventare un'attrice, nonostante sia pigra e disordinata è la più matura tra le sorelle perché, dopo la morte della madre, ha cercato di essere il loro punto di riferimento. Benché manchi di esperienza in campo amoroso, stuzzica molto spesso Futaro. Grazie a lui, decide di impegnarsi di più non solo nello studio, ma anche nella recitazione. Quando si renderà conto di provare qualcosa per Futaro cercherà di reprimere i suoi sentimenti per non mettere i bastoni tra le ruote soprattutto a Miku, ma deciderà in seguito di partire all'attacco per conquistare il ragazzo per non arrivare seconda a nessuna delle sue sorelle.
Nino Nakano (中野 二乃?, Nakano Nino)
Doppiata da: Ayana Taketatsu
La più combattiva e determinata del gruppo, nonostante l'apparenza frivola e la cura ossessiva per il proprio aspetto è ribelle e sfrontata, dimostrandosi ostile fin da subito nei confronti del protagonista. È anche profondamente protettiva nei confronti delle sorelle e tenta in ogni modo di allontanare Futaro, arrivando anche a drogarlo con dei sonniferi in due occasioni. È una cuoca eccezionale e sogna di avere un suo ristorante un giorno. Si invaghisce dapprima di Kintaro, ossia Futaro che indossa una parrucca bionda, a seguito di uno scambio di persona accidentale, ma scoperto il malinteso decide di dare un taglio al passato e ai suoi capelli (che non tagliava proprio per non recidere le sue radici) e si innamora lentamente del vero Futaro. Il suo segno distintivo sono i fermagli a forma di farfalla che ha ai lati dei capelli.
Miku Nakano (中野 三玖?, Nakano Miku)
Doppiata da: Miku Itō
Oltre ad essere la più intelligente, è anche la sorella più posata e timida, predilige infatti un abbigliamento semplice, unito alle sue immancabili cuffie. Ha una passione per i generali giapponesi del periodo feudale, vergognandosene non poco, come anche si vergogna delle sue scarse doti culinarie. Per convincerla a seguire le sue lezioni, Futaro studia molto i generali di quell'epoca, e grazie a questo suo gesto i due legano in fretta. Miku da quel punto sostiene sempre Futaro e sembra la prima ad innamorarsi di lui (Yotsuba si innamora 5 anni prima);  grazie ai sentimenti sviluppati per il protagonista acquisirà sempre più fiducia in se stessa, e riuscirà a trovare quello che vuole fare dopo il diploma.
Yotsuba Nakano (中野 四葉?, Nakano Yotsuba)
Doppiata da: Ayane Sakura
La più infantile ed ingenua del gruppo, essendo una pessima bugiarda non sa mentire, si dimostra da subito la più empatica e collaborativa, nonostante questo suo tratto le impedisca di dire di no agli inviti dei club sportivi della scuola, molto numerosi a causa delle sue grandi doti atletiche, mentre è la peggiore negli studi. È l'unica ad appoggiare subito Futaro e cerca di aiutare sempre le sorelle a restare unite e felici. Una volta capito che le sorelle amano Futaro cerca prima di aiutare solo Miku, ma poi si rende conto che tutte dovrebbero avere la possibilità di conquistarlo, seppur tutto ciò comporti il mentire a se stessa e a quelli che sono sentimenti non dissimili da quelli delle sue sorelle. Si innamora di Futaro a Kyoto, 5 anni prima e nasconde a tutti quello che prova.
Itsuki Nakano (中野 五月?, Nakano Itsuki)
Doppiata da: Inori Minase
La più responsabile del gruppo, è la prima a chiedere a Futaro di farle da tutor, ben prima di sapere che suo padre lo avesse già scelto come insegnante privato per tutte e cinque. Il carattere forte, nasconde una grande mancanza di sicurezza. Ha difficoltà a passare sopra ai litigi dato che ne esce sempre profondamente ferita. Diversamente dalle sorelle, Itsuki si impegna molto nello studio, ma i suoi metodi non funzionano a causa della sua scarsa organizzazione. Sogna di diventare un'insegnante seguendo la figura della madre che ammirava più di chiunque altro, e proprio per questo motivo cerca spesso di assumere il ruolo di figura materna per le sue sorelle. Sebbene tra lei e Futaro ci siano diversi battibecchi nel corso della storia, si rivelerà una delle migliori alleate del protagonista se non addirittura la sorella con cui il ragazzo riesce a dialogare di più.

## Media

### Manga

Logo della serie

Il manga, scritto e disegnato da Negi Haruba, è stato serializzato sulla rivista Weekly Shōnen Magazine di Kōdansha dal 9 agosto 2017 al 19 febbraio 2020. Il primo volume tankōbon è stato pubblicato il 17 ottobre 2017 e al 17 aprile 2020 ne sono stati messi in vendita in tutto quattordici. La serie presenta un totale di quattordici volumi. Il 4 febbraio 2020 l'account Twitter ufficiale della serie rivela che la conclusione è ormai imminente e che mancano soltanto tre capitoli all'epilogo. La serie si è ufficialmente conclusa il 19 febbraio 2020. Negli Stati Uniti i diritti di distribuzione digitale e cartacea della serie in lingua inglese sono stati acquistati da Kodansha USA. Un'edizione in lingua italiana a cura di J-Pop è stata annunciata a settembre 2019 e pubblicata da ottobre dello stesso anno fino a febbraio 2021. La traduzione dei testi è stata curata da Fabiano Bertello, con l'adattamento di Matteo De Marzo e il lettering realizzato da Massimiliano Lucidi.
Una versione a colori è stata pubblicata in Giappone sulla rivista online Magazine Pocket dal 26 febbraio 2020. I quattordici volumi sono stati resi disponibili dal 17 aprile 2020 al 17 maggio 2021.

#### Volumi
| 1  | 17 ottobre 2017 | ISBN 978-4-06-510249-7 | 23 ottobre 2019  | ISBN 978-88-349-0076-5 |
| 1  | Capitoli - 1. Cinque spose alla pari (五等分の花嫁?, Go-tōbun no hanayome) - 2. Visita a casa (お宅訪問?, Otaku houmon) - 3. Dichiarazione d'amore sul tetto (屋上の告白?, Okujou no kokuhaku) - 4. Totale cento punti (合計１００点?, Goukei hyaku ten) - 5. Problemi su problemi (問題は山積み?, Mondai wa yamazumi) |                        |                  |                        |
| 2  | 15 dicembre 2017 | ISBN 978-4-06-510814-7 | 27 novembre 2019 | ISBN 978-88-349-0095-6 |
| 2  | Capitoli - 6. Aprite la porta! (扉を開けて?, Tobira o akete) - 7. Oggi è festa! - Parte 1 (今日はお休み１?, Kyouha oyasumi ichi) - 8. Oggi è festa! - Parte 2 (今日はお休み２?, Kyouha oyasumi ni) - 9. Oggi è festa! - Parte 3 (今日はお休み３?, Kyouha oyasumi san) - 10. Oggi è festa! - Parte 4 (今日はお休み４?, Kyouha oyasumi yon) - 11. Oggi è festa! - Parte 5 (今日はお休み５?, Kyouha oyasumi go) - 12. Oggi è festa! - Parte 6 (今日はお休み６?, Kyouha oyasumi roku) - 13. Un cuorcontento che contenta il cuore (人好きのお人好し?, Hitozuki no ohitoyoshi) - 14. La foto da cui tutto ebbe inizio (始まりの写真?, Hajimari no shashin) |                        |                  |                        |
| 3  | 16 marzo 2018 | ISBN 978-4-06-511075-1 | 18 dicembre 2019 | ISBN 978-88-349-0106-9 |
| 3  | Capitoli - 15. Rendiconto (積み上げたもの?, Tsumiageta mono) - 16. Incaponirsi (いじっぱり?, Ijippari) - 17. Gruppo di studio notturno (夜の勉強会?, Yoru no benkyoukai) - 18. Futaro il ballista (嘘つき嘘たろう?, Usotsuki usotarou) - 19. Corsa a perdifiato sul percorso della morte (焦りのデスロード?, Aseri no desurodo) - 20. Gli esami di metà anno (中間試験?, Chuukanshiken) - 21. Magia magia! (おまじない?, Omajinai) - 22. La leggenda dell'unione (結びの伝説?, Musubi no densetsu) - 23. Una gita per sei (６人の林間学校?, Rokunin no rinkangakkou) |                        |                  |                        |
| 4  | 17 maggio 2018 | ISBN 978-4-06-511416-2 | 19 febbraio 2020 | ISBN 978-88-349-0192-2 |
| 4  | Capitoli - 24. La leggenda dell'unione - primo giorno (結びの伝説 初日?, Musubi no densetsu shonichi) - 25. La leggenda dell'unione - secondo giorno (1) (結びの伝説 ２日目１?, Musubi no densetsu futsukame ichi) - 26. La leggenda dell'unione - secondo giorno (2) (結びの伝説 ２日目２?, Musubi no densetsu futsukame ni) - 27. La leggenda dell'unione - secondo giorno (3) (結びの伝説 ２日目３?, Musubi no densetsu futsukame san) - 28. La leggenda dell'unione - secondo giorno (4) (結びの伝説 ２日目４?, Musubi no densetsu futsukame yon) - 29. La leggenda dell'unione - terzo giorno (1) (結びの伝説 ３日目１?, Musubi no densetsu mikkame ichi) - 30. La leggenda dell'unione - terzo giorno (2) (結びの伝説 ３日目２?, Musubi no densetsu mikkame ni) - 31. La leggenda dell'unione - terzo giorno (3) (結びの伝説 ３日目３?, Musubi no densetsu mikkame san) - 32. La leggenda dell'unione - duemillesimo giorno (結びの伝説 ２０００日目?, Musubi no densetsu nisennichime)                                |                        |                  |                        |
| 5  | 17 luglio 2018 | ISBN 978-4-06-511988-4 | 6 maggio 2020    | ISBN 978-88-349-0249-3 |
| 5  | Capitoli - 33. Una visita per caso (お見舞いエンカウント?, Omimai enkaunto) - 34. Ora e allora, tra complessità e complicità (今日の京都と凶と共?, Kyou no Kyōto to kyou to kyou) - 35. Detective Futaro e le cinque indiziate (探偵風太郎と五人の容疑者たち?, Tantei Fuutarou to gonin no yougisha tachi) - 36. Tour del Ringraziamento per il lavoro (1) (勤労感謝ツアー１?, Kinroukansha tsuā ichi) - 37. Tour del Ringraziamento per il lavoro (2) (勤労感謝ツアー２?, Kinroukansha tsuā ni) - 38. Dichiarazione d'amore in soggiorno (リビングルームの告白?, Ribingurūmu no kokuhaku) - 39. Sette addii (1) (七つのさよなら１?, Nanatsu no sayonara ichi) - 40. Sette addii (2) (七つのさよなら２?, Nanatsu no sayonara ni) - 41. Sette addii (3) (七つのさよなら３?, Nanatsu no sayonara san) |                        |                  |                        |
| 6  | 14 settembre 2018 | ISBN 978-4-06-512607-3 | 1º luglio 2020   | ISBN 978-88-349-0338-4 |
| 6  | Capitoli - 42. Sette addii (4) (七つのさよなら４?, Nanatsu no sayonara yon) - 43. Sette addii (5) (七つのさよなら５?, Nanatsu no sayonara go) - 44. Sette addii (6) (七つのさよなら６?, Nanatsu no sayonara roku) - 45. Sette addii (7) (七つのさよなら７?, Nanatsu no sayonara nana) - 46. Sette addii (8) (七つのさよなら８?, Nanatsu no sayonara hachi) - 47. Sette addii (9) (七つのさよなら９?, Nanatsu no sayonara ku) - 48. Sette addii (10) (七つのさよなら１０?, Nanatsu no sayonara juu) - 49. Sette addii (11) (七つのさよなら１１?, Nanatsu no sayonara juuichi) - 50. Sette addii (12) (七つのさよなら１２?, Nanatsu no sayonara juuni) |                        |                  |                        |
| 7  | 17 dicembre 2018 | ISBN 978-4-06-513250-0 | 5 agosto 2020    | ISBN 978-88-349-0358-2 |
| 7  | Capitoli - 51. Un nuovo inizio (初の春?, Hatsu no haru) - 52. Per oggi va bene così (1) (今日はお疲れ１?, Kyou wa otsukare ichi) - 53. Per oggi va bene così (2) (今日はお疲れ２?, Kyou wa otsukare ni) - 54. La guerra degli stolti (愚者の戦い?, Gusha no tatakai) - 55. L'ultimo esame - Miku (最後の試験が三玖の場合?, Saigo no shiken ga Miku no baai) - 56. L'ultimo esame - Yotsuba (最後の試験が四葉の場合?, Saigo no shiken ga Yotsuba no baai) - 57. L'ultimo esame - Itsuki (最後の試験が五月の場合?, Saigo no shiken ga Itsuki no baai) - 58. L'ultimo esame - Ichika (最後の試験が一花の場合?, Saigo no shiken ga Ichika no baai) - 59. L'ultimo esame - Nino (最後の試験が二乃の場合?, Saigo no shiken ga Nino no baai) |                        |                  |                        |
| 8  | 15 febbraio 2019 | ISBN 978-4-06-514125-0 | 2 settembre 2020 | ISBN 978-88-349-0369-8 |
| 8  | Capitoli - 60. Fuoco alle polveri! (攻略開始?, Kouryaku kaishi) - 61. Scrambled Eggs (1) (スクランブルエッグ１?, Sukuramburu Eggu ichi) - 62. Scrambled Eggs (2) (スクランブルエッグ２?, Sukuramburu Eggu ni) - 63. Scrambled Eggs (3) (スクランブルエッグ３?, Sukuramburu Eggu san) - 64. Scrambled Eggs (4) (スクランブルエッグ４?, Sukuramburu Eggu yon) - 65. Scrambled Eggs (5) (スクランブルエッグ５?, Sukuramburu Eggu go) - 66. Scrambled Eggs (6) (スクランブルエッグ６?, Sukuramburu Eggu roku) - 67. Scrambled Eggs (7) (スクランブルエッグ７?, Sukuramburu Eggu nana) - 68. Scrambled Eggs (8) (スクランブルエッグ８?, Sukuramburu Eggu hachi) |                        |                  |                        |
| 9  | 17 aprile 2019 | ISBN 978-4-06-514879-2 | 7 ottobre 2020   | ISBN 978-88-349-1504-2 |
| 9  | Capitoli - 69. Terzo anno, prima sezione: benvenuti! (ようこそ3年1組?, Yōkoso san nen ichi kumi) - 70. L'incarico di rappresentante di classe (学級長のお仕事?, Gakkyūchō no oshigoto) - 71. Vantaggio (アドバンテージ?, Adobantēji) - 72. Dicerie sui rappresentanti di classe (学級長の噂?, Gakkyūchō no uwasa) - 73. La nuova battaglia di Kawanakajima (新川中島?, Shin Kawanakajima) - 74. Palla curva (変化球勝負?, Henkakyū shōbu) - 75. La ricompensa delle cinque gru (五羽鶴の恩返し?, Gowazuru no ongaeshi) - 76. La guerra degli uomini (男の戦?, Otoko no ikusa) - 77. La guerra delle donne (女の戦?, Onna no ikusa) |                        |                  |                        |
| 10 | 17 giugno 2019 | ISBN 978-4-06-515308-6 | 4 novembre 2020  | ISBN 978-88-349-1536-3 |
| 10 | Capitoli - 78. Sisters' war - primo scontro (シスターズウォー 一回戦?, Shisutāzu wō ikkai sen) - 79. Sisters' war - secondo scontro (シスターズウォー 二回戦?, Shisutāzu wō ni kai sen) - 80. Sisters' war - terzo scontro (シスターズウォー 三回戦?, Shisutāzu wō san kai sen) - 81. Sisters' war - quarto scontro (シスターズウォー 四回戦?, Shisutāzu wō yon Kai sen) - 82. Sisters' war - quinto scontro (シスターズウォー 五回戦?, Shisutāzu wō go kai sen) - 83. Sisters' war - sesto scontro (シスターズウォー 六回戦?, Shisutāzu wō rokkai sen) - 84. Sisters' war - settimo scontro (シスターズウォー 七回戦?, Shisutāzu wō nana kai sen) - 85. Sisters' war - settimo scontro (retroscena) (シスターズウォー 七回戦（裏）?, Shisutāzu wō nana kai sen (ura)) - 86. Sisters' war - exhibition match (シスターズウォー エキシビションマッチ?, Shisutāzu wō ekishibishon macchi) |                        |                  |                        |
| 11 | 17 settembre 2019 | ISBN 978-4-06-516335-1 | 2 dicembre 2020  | ISBN 978-88-349-1630-8 |
| 11 | Capitoli - 87. Io e le mie sorelle (1) (私と姉妹１?, Watashi to shimai ichi) - 88. Io e un bambino (1) (私とある男子１?, Watashi to aru danshi ichi) - 89. Io e le mie sorelle (2) (私と姉妹２?, Watashi to shimai ni) - 90. Io e un bambino (2) (私とある男子２?, Watashi to aru danshi ni) - 91. Vacanze estive senza nulla lasciato al caso (偶然のない夏休み?, Gūzen no nai natsu-yasumi) - 92. Segni inconfessabili (秘密の痕?, Himitsu no ato) - 93. Rude-dolce-rude (ツンデレツン?, Tsun dere tsun) - 94. Strade che si separano (1) (分枝の時１?, Bunshi no toki ichi) - 95. Strade che si separano (2) (分枝の時２?, Bunshi no toki ni) |                        |                  |                        |
| 12 | 15 novembre 2019 | ISBN 978-4-06-517312-1 | 13 gennaio 2021  | ISBN 978-88-349-0460-2 |
| 12 | Capitoli - 96. Una quotidianità che procede (進み続ける日常?, Susumi-tsuzukeru Nichijō) - 97. Una quotidianità che comincia a cambiare (変わり始める日常?, Kawari-hajimeru Nichijō) - 98. Una quotidianità che si avvia alla sua conclusione (終わり掛ける日常?, Owari-kakeru Nichijō) - 99. Hinode Matsuri - Primo giorno (日の出祭 初日?, Hi no De-sai Shonichi) - 100. Hinode Matsuri - Secondo giorno (日の出祭 二日目?, Hi no De-sai Futsuka-me) - 101. L'ultimo festival per Ichika (1) (最後の祭りが一花の場合１?, Saigo no matsuri ga Ichika no ba'ai ichi) - 102. L'ultimo festival per Ichika (2) (最後の祭りが一花の場合２?, Saigo no matsuri ga Ichika no ba'ai ni) - 103. L'ultimo festival per Nino (1) (最後の祭りが二乃の場合１?, Saigo no matsuri ga Nino no ba'ai ichi) - 104. L'ultimo festival per Nino (2) (最後の祭りが二乃の場合２?, Saigo no matsuri ga Nino no ba'ai ni) |                        |                  |                        |
| 13 | 17 gennaio 2020 | ISBN 978-4-06-518452-3 | 3 febbraio 2021  | ISBN 978-88-349-0494-7 |
| 13 | Capitoli - 105. L'ultimo festival per Miku (1) (最後の祭りが三玖の場合１?, Saigo no matsuri ga Miku no ba'ai ichi) - 106. L'ultimo festival per Miku (2) (最後の祭りが三玖の場合２?, Saigo no matsuri ga Miku no ba'ai ni) - 107. L'ultimo festival per Yotsuba (1) (最後の祭りが四葉の場合１?, Saigo no matsuri ga Yotsuba no ba'ai ichi) - 108. L'ultimo festival per Yotsuba (2) (最後の祭りが四葉の場合２?, Saigo no matsuri ga Yotsuba no ba'ai ni) - 109. L'ultimo festival per Itsuki (1) (最後の祭りが五月の場合１?, Saigo no matsuri ga Itsuki no ba'ai ichi) - 110. L'ultimo festival per Itsuki (2) (最後の祭りが五月の場合２?, Saigo no matsuri ga Itsuki no ba'ai ni) - 111. L'ultimo festival per Itsuki (3) (最後の祭りが五月の場合３?, Saigo no matsuri ga Itsuki no ba'ai san) - 112. L'ultimo festival per le gemelle (最後の祭りが五つ子の場合?, Saigo no matsuri ga itsutsu-go no ba'ai) - 113. L'ultimo festival per Futaro (1) (最後の祭りが風太郎の場合１?, Saigo no matsuri ga Fūtarō no ba'ai ichi) |                        |                  |                        |
| 14 | 17 aprile 2020 | ISBN 978-4-06-518687-9 | 24 febbraio 2021 | ISBN 978-88-349-0497-8 |
| 14 | Capitoli - 114. L'ultimo festival per Futaro (2) (最後の祭が風太郎の場合２ ?, Saigo no matsuri ga Fūtarō no ba'ai ni) - 115. Cinque versioni di una mattina (五通の朝 ?, Itsu-dōri no asa) - 116. Cinque ore in una stanza (五時間一部屋 ?, Gojikan hitoheya) - 117. Cinque miglia distanti, intorno a un tavolo (五里霧中ランチタイム ?, Gori muchū Ranchitaimu) - 118. Cinque minuti da ricordare per Itsuki (五月の思出 ?, Itsuki no omoide) - 119. Cinque stelle per un tour (五つ星ツアー ?, Itsutsu-boshi tsuā) - 120. Cinque anni fa, un giorno… (五年前のとある日 ?, Gonen-mae no to aru hi) - 121. Cinque possibili, una sola giusta (五分の一の確率 ?, Gobun no ichi no kakuritsu) - 122. Cinque spose alla pari (五等分の花嫁 ?, Go-tōbun no hanayome) |                        |                  |                        |

### Anime
Annunciato l'8 agosto 2018 su Weekly Shōnen Magazine, un adattamento anime, prodotto da Tezuka Productions e diretto da Satoshi Kuwabara, è andato in onda dal 10 gennaio al 28 marzo 2019. La composizione della serie è stata affidata a Keiichirō Ōchi, mentre la colonna sonora è stata composta da Natsumi Tabuchi, Hanae Nakamura e Miki Sakurai. Le sigle di apertura e chiusura sono rispettivamente Gotōbun no kimochi (五等分の気持ち?) delle Nakano-ke no Itsutsugo (gruppo formato dalle doppiatrici Kana Hanazawa, Ayana Taketatsu, Miku Itō, Ayane Sakura e Inori Minase) e Sign di Aya Uchida. Sebbene Tezuka Productions fosse il principale studio di animazione, Junichirō Tanaka, uno dei produttori di TBS, ha dichiarato di aver chiesto aiuto al presidente di Shaft, Mitsutoshi Kubota, per l'assistenza nella produzione dell'undicesimo episodio della serie. Alla fine venne deciso che lo studio sarebbe stato esternalizzato per l'intero episodio, ad eccezione degli storyboard, che sono stati disegnati dal regista Satoshi Kuwabara, mentre l'animazione, colorazione e composizione sono stati prodotti interamente da Shaft. In tutto il mondo, ad eccezione di Asia e Medio Oriente, gli episodi sono stati trasmessi in streaming in simulcast, anche coi sottotitoli in lingua italiana, da Crunchyroll.
In occasione di uno speciale evento dedicato all'anime tenutosi il 5 maggio 2019, è stata annunciata la futura trasmissione di una seconda stagione, programmata per il 2020. La seconda stagione porta alcuni cambiamenti allo staff, difatti la regia è ora gestita da Kaori mentre lo studio d'animazione è Bibury Animation Studios. Inizialmente prevista per ottobre 2020, ad inizio maggio dello stesso anno viene comunicato che la data di messa in onda è stata posticipata al 7 gennaio 2021. La trasmissione è avvenuta dal 7 gennaio al 25 marzo 2021. Le sigle di apertura e chiusura sono rispettivamente Gotōbun no katachi (五等分のカタチ?) e Hatsukoi (はつこい?) entrambe cantate dalle Nakano-ke no Itsutsugo. Anche la seconda stagione, intitolata The Quintessential Quintuplets 2 (五等分の花嫁∬?, Go-tōbun no hanayome ∬), è stata distribuita da Crunchyroll in versione sottotitolata in vari Paesi fuori dall'Asia, tra cui l'Italia.
A fine marzo 2021 è stato annunciato un nuovo progetto animato. A metà aprile 2021 è stato confermato che si tratta di un film, The Quintessential Quintuplets Movie, e che sarebbe uscito nel corso del 2022. Il 26 ottobre 2021 è stato comunicato che la pellicola avrebbe debuttato nelle sale cinematografiche giapponesi nell'estate 2022. Il 29 dicembre successivo è stata confermata la nuova data di uscita, il 20 maggio 2022. In Italia il film è stato distribuito da Crunchyroll e proiettato in anteprima europea il 31 ottobre 2022 in versione sottotitolata durante il Lucca Comics & Games 2022. Il lungometraggio è stato poi distribuito in streaming il 5 maggio 2023. La sigla di apertura del film è Gotōbun no kiseki (五等分の軌跡?), mentre quella di chiusura è Gotōbun no hanayome ～Arigatō no hana～ (五等分の花嫁～ありがとうの花～?).
Durante l'evento "The Quintessential Quintuplets Special Event 2023" tenutosi il 1º aprile 2023 è stato annunciato un nuovo progetto anime, intitolato The Quintessential Quintuplets ∽ (五等分の花嫁∽?, Go-tōbun no hanayome ∽), il quale va ad adattare i capitoli del manga non trasposti precedentemente in animazione. Il nuovo adattamento è stato animato da Shaft (che ha prodotto l'episodio 11 della prima stagione) e diretto da Yukihiro Miyamoto. È stato proiettato per un periodo limitato nelle sale cinematografiche giapponesi a partire dal 14 luglio 2023. Lo speciale, composto da due episodi, è stato trasmesso su TBS e BS11 rispettivamente il 2 e il 9 settembre 2023. La sigla di apertura è Gotōbun no mirai (五等分の未来?), mentre quella di chiusura è Takaramono (たからもの?).
Il 28 aprile 2024, durante il "The Quintessential Quintuplets 5th Anniversary Event" tenutosi al Yokohama Arena, è stato annunciato un ulteriore progetto anime, intitolato The Quintessential Quintuplets* (五等分の花嫁∽?, Go-tōbun no hanayome ∽). L'anime è un progetto originale la cui storia è stata redatta da Haruba e racconta il viaggio di nozze di Futaro e delle gemelle Nakano. Il progetto è uno secondo speciale televisivo, che è stato proiettato nelle sale cinematografiche per tre settimane a partire dal 20 settembre 2024. Successivamente è stato trasmesso su TBS il 24 dicembre 2024. Lo speciale è diretto da Masato Kinbo e animato da Bibury Animation Studios. La sigla di apertura è Gotōbun no egao (五等分の笑顔?), mentre quella di chiusura è Memories (メモリーズ?, Memorīzu).

### Romanzi
Una serie di romanzi intitolata Anime go-tōbun no hanayome Novelize (アニメ 五等分の花嫁 ノベライズ?, Anime go-tōbun no hanayome Noberaizu), scritta da Mika Toyoda, illustrata dall'autore originale del manga Negi Haruba e pubblicata tra il 1º aprile e il 16 giugno 2022 per un totale di 5 volumi, rappresenta un adattamento in forma di romanzi della storia originale del manga.
| Nº | Data di prima pubblicazione | Data di prima pubblicazione | Data di prima pubblicazione |
| Nº | Giapponese                  | Giapponese                  |                             |
| -- | --------------------------- | --------------------------- | --------------------------- |
| 1  | 1º aprile 2022              | ISBN 978-4-06-527045-5      |                             |
| 2  | 25 aprile 2022              | ISBN 978-4-06-527363-0      |                             |
| 3  | 25 aprile 2022              | ISBN 978-4-06-527364-7      |                             |
| 4  | 16 giugno 2022              | ISBN 978-4-06-527902-1      |                             |
| 5  | 16 giugno 2022              | ISBN 978-4-06-527976-2      |                             |

Una seconda serie di romanzi intitolata Go-tōbun no hanayome [shunkashūtō] (五等分の花嫁【春夏秋冬】?), scritta da Hajime Asano, illustrata da Negi Haruba e pubblicata dal 17 gennaio 2025. La storia si svolge cronologicamente sia prima che dopo la conclusione della serie originale, seguendo Futaro e le cinque sorelle Nakano durante il loro terzo anno di liceo. Con l'avvicinarsi del diploma e l'incertezza sul futuro, le occasioni per ritrovarsi tutti insieme diventano sempre più rare, ma le ragazze decidono comunque di fissare un giorno al mese per incontrarsi e trascorrere del tempo insieme.
| Nº | Data di prima pubblicazione | Data di prima pubblicazione | Data di prima pubblicazione |
| Nº | Giapponese                  | Giapponese                  |                             |
| -- | --------------------------- | --------------------------- | --------------------------- |
| 1  | 17 gennaio 2025             | ISBN 978-4-06-537899-1      |                             |
| 2  | 16 maggio 2025              | ISBN 978-4-06-538956-0      |                             |
| 3  | 17 settembre 2025           | ISBN 978-4-06-540623-6      |                             |

### Videogiochi
I personaggi della serie sono apparsi in un evento del videogioco per smartphone Venus 11 Vivid!!, il quale si è tenuto dal 25 al 31 maggio 2019.
Il primo vero e proprio gioco basato sulla serie è Go-tōbun no hanayome itsutsu-ko-chan wa Pazuru o go tōbun dekinai. (五等分の花嫁 五つ子ちゃんはパズルを五等分できない。?) uscito il 27 ottobre 2020. Il gioco ha ricevuto un port per PlayStation 4 e Nintendo Switch sviluppato da Mages con il titolo  Go-tōbun no hanayome Gotopazu Story (五等分の花嫁 ごとぱずストーリー?, Go-tōbun no hanayome Gotopazu Sutōrī). È stato pubblicato il 29 giugno 2023 in Giappone. La sigla è cantata da Natsumi Takamori. Un sequel, initolato Go-tōbun no hanayome Gotopazu Story 2nd (五等分の花嫁 ごとぱずストーリー 2nd?, Go-tōbun no hanayome Gotopazu Sutōrī 2nd), uscito in Giappone il 26 settembre 2024.
Una visual novel intitolata The Quintessential Quintuplets: Five Memories Spent With You (五等分の花嫁∬～夏の思い出も五等分～?, Gotoubun no hanayome ∬: Natsu no omoide mo gotoubun) è stata sviluppata da Mages per le console PlayStation 4 e Nintendo Switch. Presenta una storia originale ambientata in un'isola deserta; l'uscita è avvenuta il 25 marzo 2021 in Giappone. In Nord America e Europa è uscito il 23 maggio 2024.
Un videogioco basato sul film, intitolato The Quintessential Quintuplets: Five Memories Spent With You (映画 五等分の花嫁 ～君と過ごした五つの思い出～?, Eiga gotoubun no hanayome kimi to sugoshita itsutsu no omoide), è stato sviluppato da Mages per Nintendo Switch e PlayStation 4 ed è stato pubblicato il 2 giugno 2022 in Giappone. In Occidente è stato distribuito il 23 maggio 2024. Un'altra visual novel, Go-tōbun no hanayome 〜Kanojo to kawasu itsutsu no yakusoku〜 (五等分の花嫁 〜彼女と交わす五つの約束〜?), è uscita il 7 settembre 2023 sempre per Nintendo Switch e PlayStation 4.
Un gioco di realtà virtuale, Gotoubun no hanayome omoide VR Itsuki-hen (五等分の花嫁 思い出VR 五月編?), è stato sviluppato da NextNinja e Blackc per le piattaforme Steam e Meta Quest. È stato pubblicato in giapponese e in inglese per Steam il 12 ottobre 2022 e per Meta Quest il 7 dicembre seguente.
Un videogioco di ruolo dungeon, Go-tōbun no Purinsesu ~Gensō to shin'en to mahō gakuin~ (五等分のプリンセス ～幻想と深淵と魔法学院～?), verrà pubblicato il 18 settembre 2025 per PlayStation 5 e Nintendo Switch.

### Esibizioni
A partire dal 2019 si sono tenute diverse mostre in tutto il Giappone, alcune delle più importanti sono avvenute a Tokyo, Osaka, Niigata e Nagoya. Inoltre si è tenuta una mostra anche all'estero, a Taipei in Taiwan nel luglio 2020.

## Accoglienza

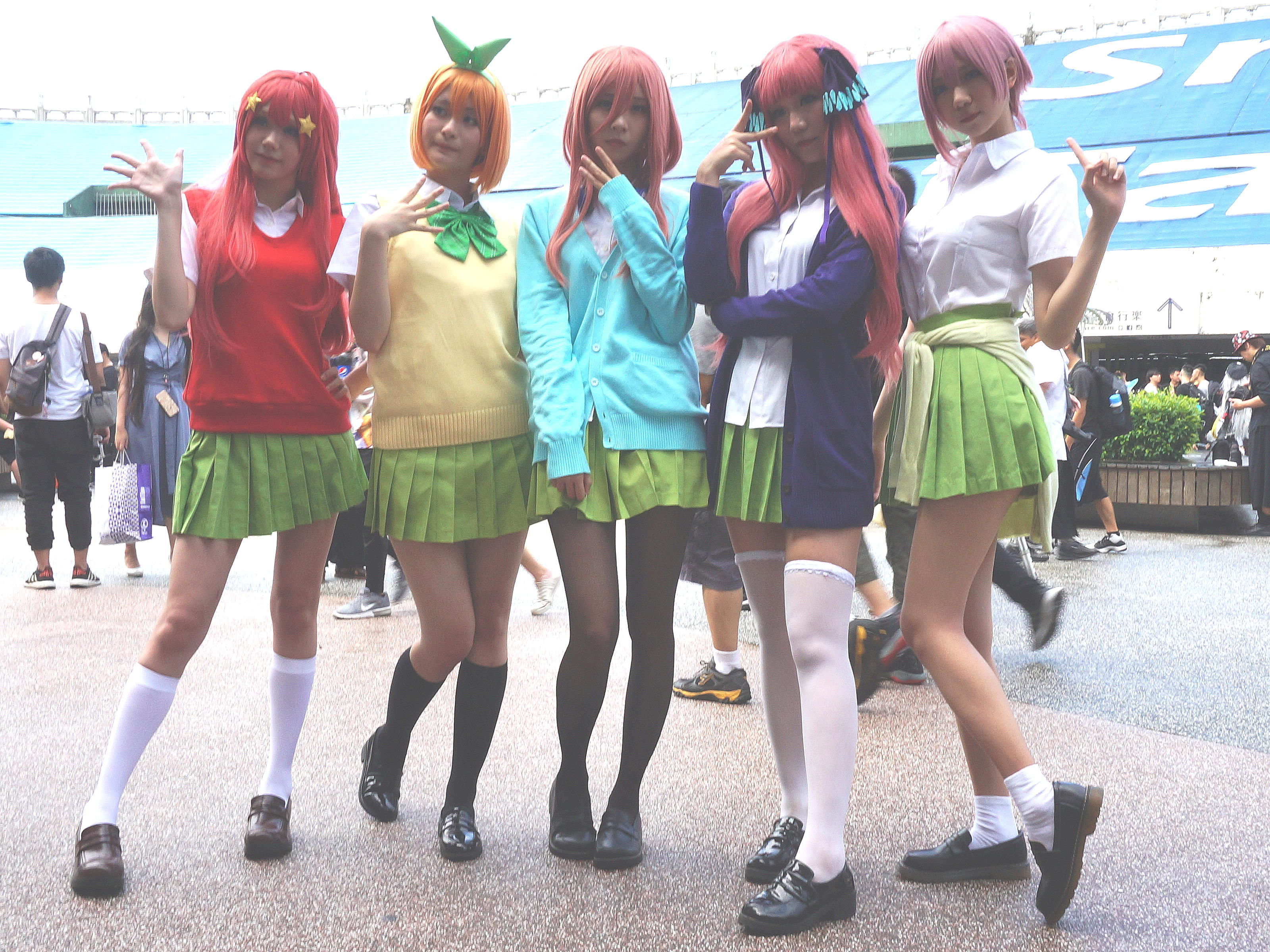
Cosplayer di Itsuki, Yotsuba, Miku, Nino e Ichika nel 2019.

The Quintessential Quintuplets ha ricevuto recensioni positive, in particolare per la sua commedia romantica e per gli elementi harem. Paul Jensen di Anime News Network ha trovato la serie divertente e l'ha valutata con un 4 su 5; il recensore affermò "Le battute sono divertenti, i personaggi vanno dal tollerabile al simpatico, il fanservice non è esagerato, e non c'è nessun punto inquietante o odioso della trama a rovinare la festa. Non c'è nulla di rivoluzionario, ma fa un sacco di cose basilari senza mostrare grandi difetti, e questo è abbastanza per rendere questa prima divertente e pulita (beh abbastanza pulita)". Patrick Frye di Monsters and Critics ha osservato che non vi è "poca o nessuna scena ecchi o un fanservice degradante e le ragazze si spostano oltre gli stereotipi iniziali e diventano personaggi corposi che creano una dinamica divertente con il personaggio principale, Futaro Uesugi. Il pubblico è stanco di guardare un uomo fortunato che si imbatte in scenari improbabili. Invece, l'atteggiamento senza fronzoli di Futaro vince la giornata". Kyle Rogacion di Goomba Stomp ha elogiato la trama dell'anime ma ha criticato il suo stile artistico e le gag sul fanservice. Ad aprile 2025 la serie ha ricevuto un punteggio di 4,8 su 5 stelle su Crunchyroll. Lorenzo Campanini di MangaForever ha considerato The Quintessential Quintuplets come il miglior anime rivelazione del 2019.
Nel 2018, il manga ha raggiunto le 950 000 copie vendute. La serie manga ha venduto 2 milioni di volumi a gennaio 2019. A febbraio 2019, il manga raggiunge i tre milioni di copie vendute. The Quintessential Quintuplets è stato il 5º manga più venduto del 2019. Nel sondaggio Manga Sōsenkyo 2021 indetto da TV Asahi, 150 000 persone hanno votato la loro top 100 delle serie manga e The Quintessential Quintuplets si è classificata al 43º posto. Ad aprile 2021 aveva oltre 15 milioni di copie in circolazione; a marzo 2022 oltre 16 milioni e a dicembre 2022 oltre 20 milioni di copie.

### Premi e nomination
La serie è stata nominata al Next Manga Award 2018 (次にくるマンガ大賞 2018?, Tsugi ni Kuru Manga Taishō) organizzato da Niconico. Ricevendo 16.106 voti, la serie alla fine si classificò all'ottavo posto. Nel maggio 2019, ha vinto il premio per il miglior manga shōnen alla 43ª edizione del Premio Kōdansha per i manga insieme a To Your Eternity. Alla cerimonia di premiazione del 43º Kōdansha Manga Awards annuale, in qualità di uno dei giudici, Ken Akamatsu ha elogiato The Quintessential Quintuplets come «la versione definitiva completa della commedia romantica dell'harem bishōjo con altissima qualità d'illustrazione».